# Zarautz Rugby Taldea

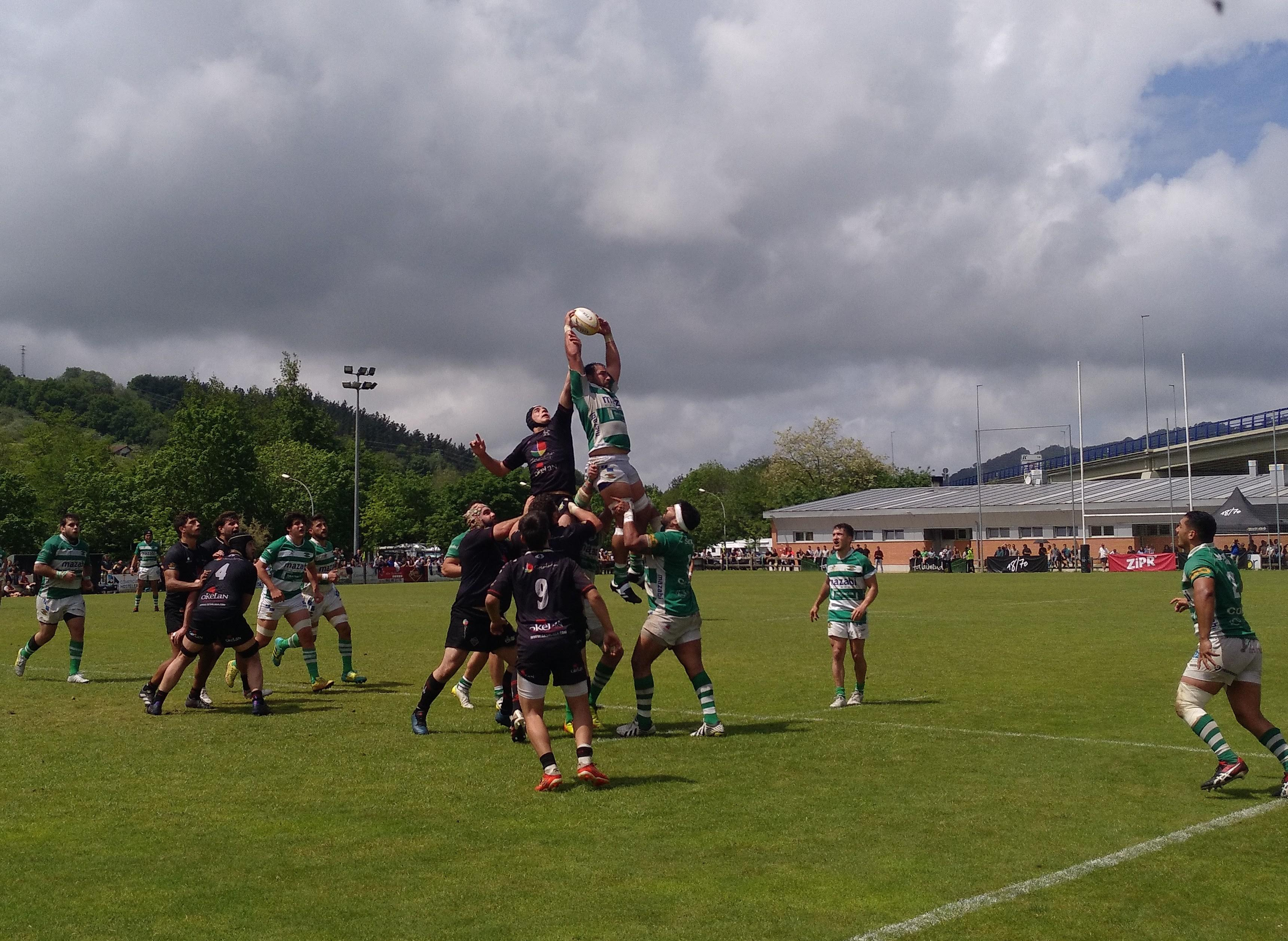
El partido entre Zarautz e Independiente, semifinal de la fase de ascenso 2023.

Zarautz Rugby Taldea es un equipo de rugby del municipio español de Zarauz, en Guipúzcoa. Actualmente militan en División de Honor B y la Euskal Liga junto con otros clubes vascos bajo el nombre de Gipuzkoa Sortzen.

## Historia
El grupo se formó en 1978 por Kepa Illarramendi y "El Rata". Los primeros entrenamientos se realizaron en la playa durante la marea baja. En 2004, ya con Paul Altuna como presidente, se decide dar un impulso al club y el técnico argentino Luciano "Lutxo" Benítez y el francés David Viguera ascienden al Zarautz, ascendiendo también la cantera. 
En 2013 ascendió a División de Honor B de Rugby y en las temporadas 2014-15 y 2015-16 fue campeón del grupo A, pero no logró ascender a División de Honor.
Completó una excelente temporada en la 2022-23.   Tras quedar segundo en el grupo élite, disputó la semifinal contra Independiente de Santander y un penalti en el último minuto le quito de la final.
En la temporada 2023-24 llegaron al grupo élite , quedando novenos en la clasificación teniendo de entrenador a Francisco José Puertas Soto.
En la temporada 2024/25 nace el proyecto de Gipuzkoa Sortzen. En la categoría senior se unen los clubes Bera Bera, Beltzak y Zarautz. Con el objetivo principal de afrontar tanto las exigencias deportivas como económicas de una manera mas fácil.  
En la primera temporada, con Francisco José Puertas Soto como entrenador, no lograron clasificarse para la División de Honor Élite y terminaron segundos del Grupo A. Para la temporada 2025-26, ficharon al entrenador del Aviron Bayonnais, François Meyranx "Pantxoa". 

## Uniforme
|  |  |  |  |

## Últimas temporadas
| la temporada | nivel               | posición                |
| ------------ | ------------------- | ----------------------- |
| 2008-09      | Primer Nacional     | 2º                      |
| 2009-10      | Primer Nacional     | 3º                      |
| 2010-11      | Primer Nacional     | 3º                      |
| 2011-12      | Primer Nacional     | 3º                      |
| 2012-13      | Primer Nacional     | 1º (Ascenso)            |
| 2013-14      | División de Honor B | 4º                      |
| 2014-15      | División de Honor B | 1º                      |
| 2015-16      | División de Honor B | 1º                      |
| 2016-17      | División de Honor B | 3º                      |
| 2017-18      | División de Honor B | 4º                      |
| 2018-19      | División de Honor B | 6º                      |
| 2019-20      | División de Honor B | 4º                      |
| 2020-21      | División de Honor B | 2º (Grupo B)            |
| 2021-22      | División de Honor B | 6º (Grupo A)            |
| 2022-23      | División de Honor B | 2º, semifinales (Élite) |
| 2023-24      | División de Honor B | 9º (Grupo Élite)        |
| 2024-25      | División de Honor B |                         |

- En División de Honor B de Rugby, el (Grupo A) es el segundo grupo después del grupo (Élite).

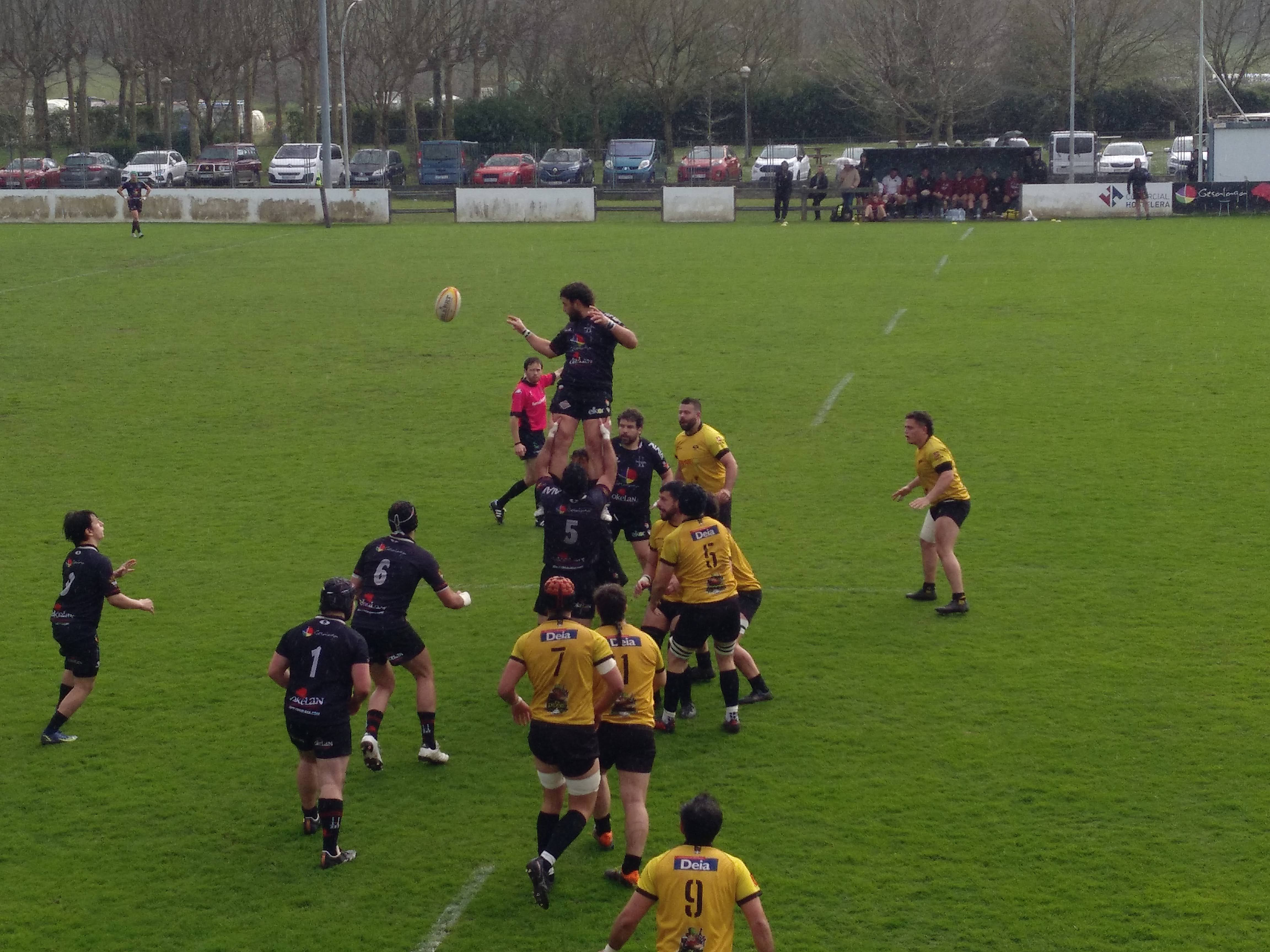
El partido entre Zarautz y Getxo, en 2023.